# Frías de Albarracín
Frías de Albarracín ist ein Ort und eine Gemeinde (municipio) mit 112 Einwohnern (Stand: 2024) im Südwesten der Provinz Teruel in der Autonomen Region Aragonien im östlichen Zentralspanien. 

## Lage und Klima
Frías de Albarracín liegt im Süden des Iberischen Gebirges etwa 46 km (Fahrtstrecke) westlich der Stadt Teruel in einer Höhe von ca. 1495 m. In der Gemeinde liegt der Quellort des Flusses Tajo. Das Klima ist gemäßigt bis warm; Regen (ca. 563 mm/Jahr) fällt übers Jahr verteilt.

## Bevölkerungsentwicklung
| Jahr      | 1970 | 1981 | 1991 | 2001 | 2011 | 2021 |
| Einwohner | 403  | 237  | 206  | 154  | 156  | 103  |

Die Mechanisierung der Landwirtschaft sowie die Aufgabe bäuerlicher Kleinbetriebe und der daraus resultierende Verlust an Arbeitsplätzen haben in der zweiten Hälfte des 20. Jahrhunderts zu einem deutlichen Bevölkerungsrückgang (Landflucht) geführt.

## Sehenswürdigkeiten

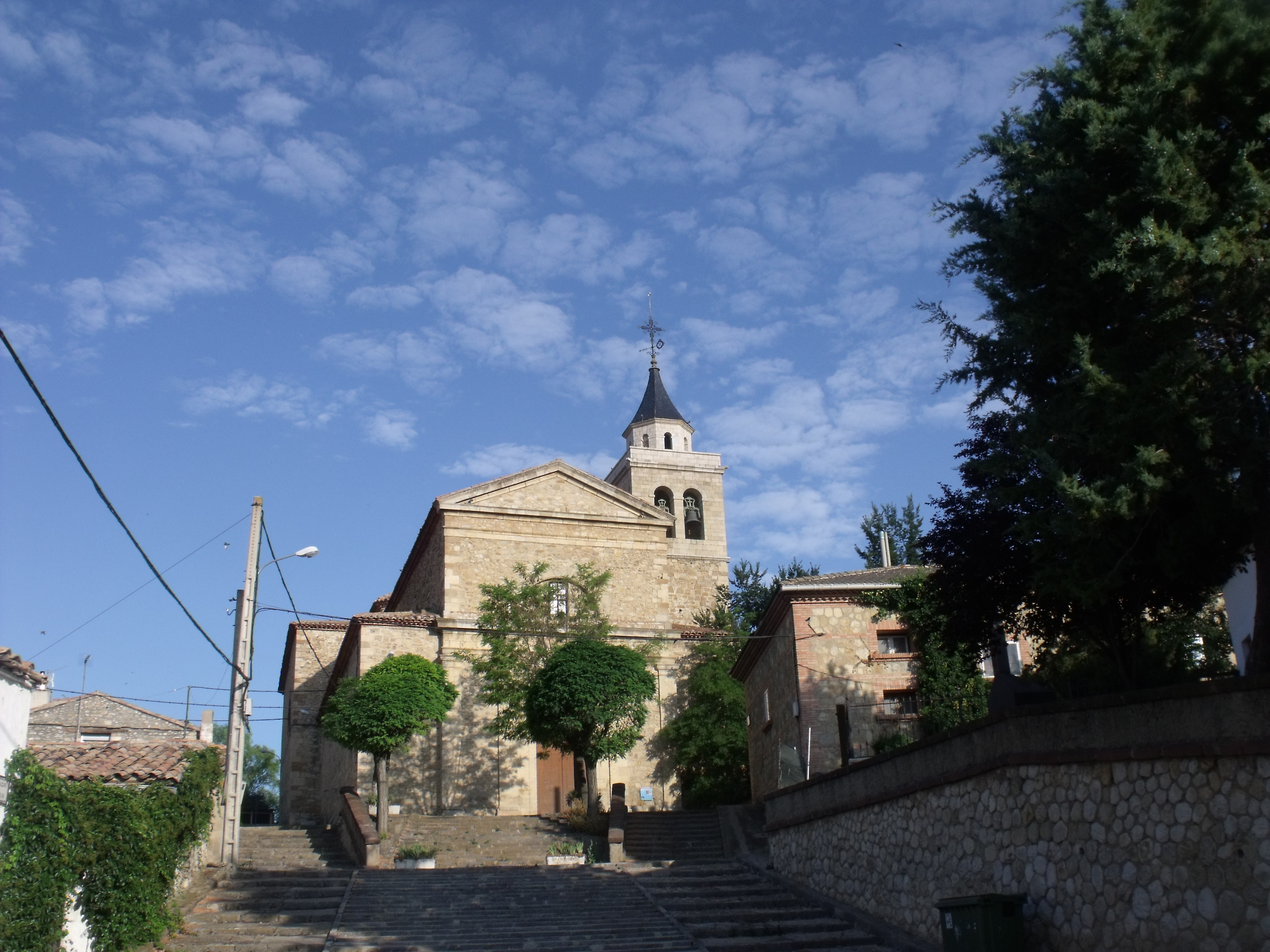
Kirche Mariä Himmelfahrt
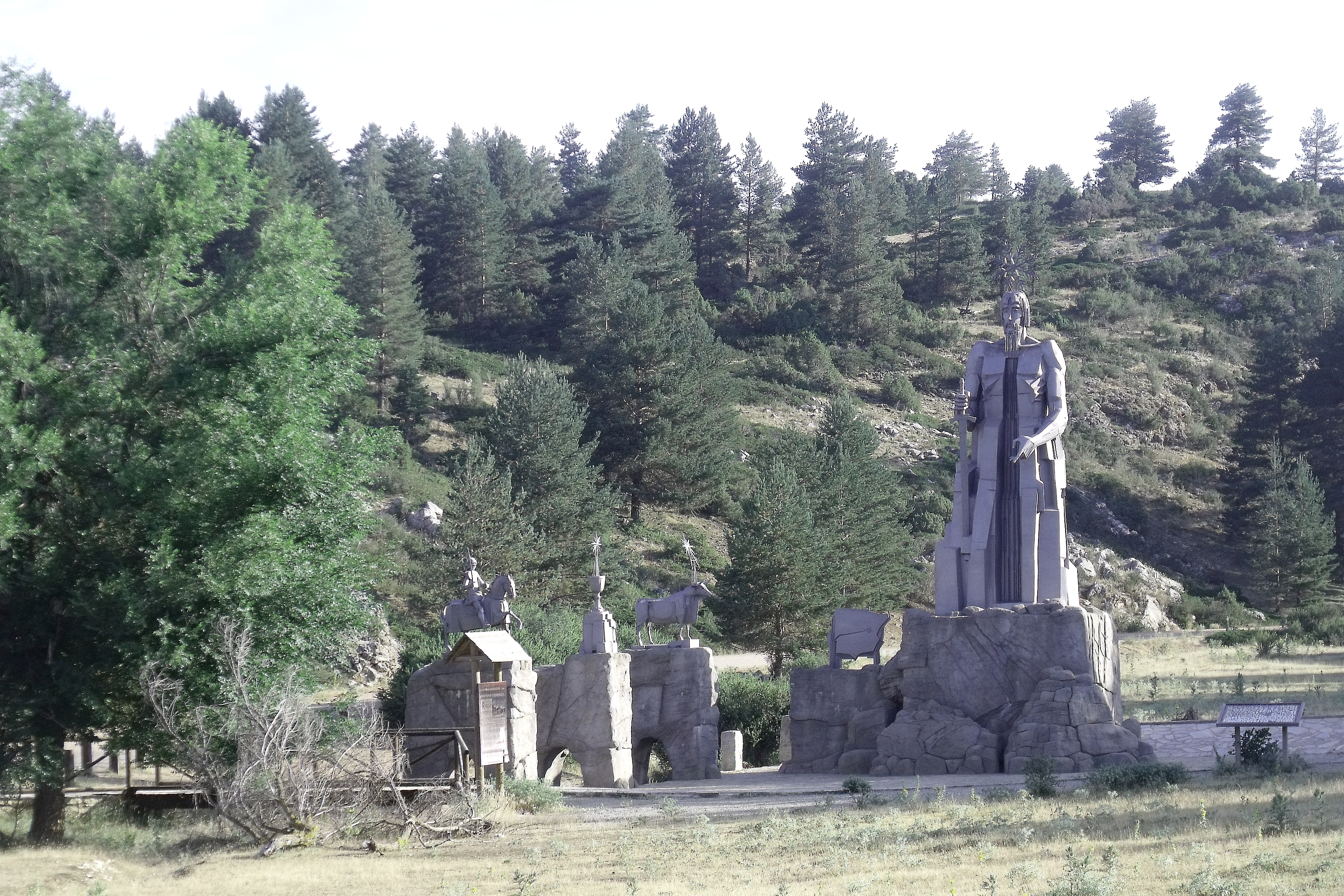
Rochuskapelle
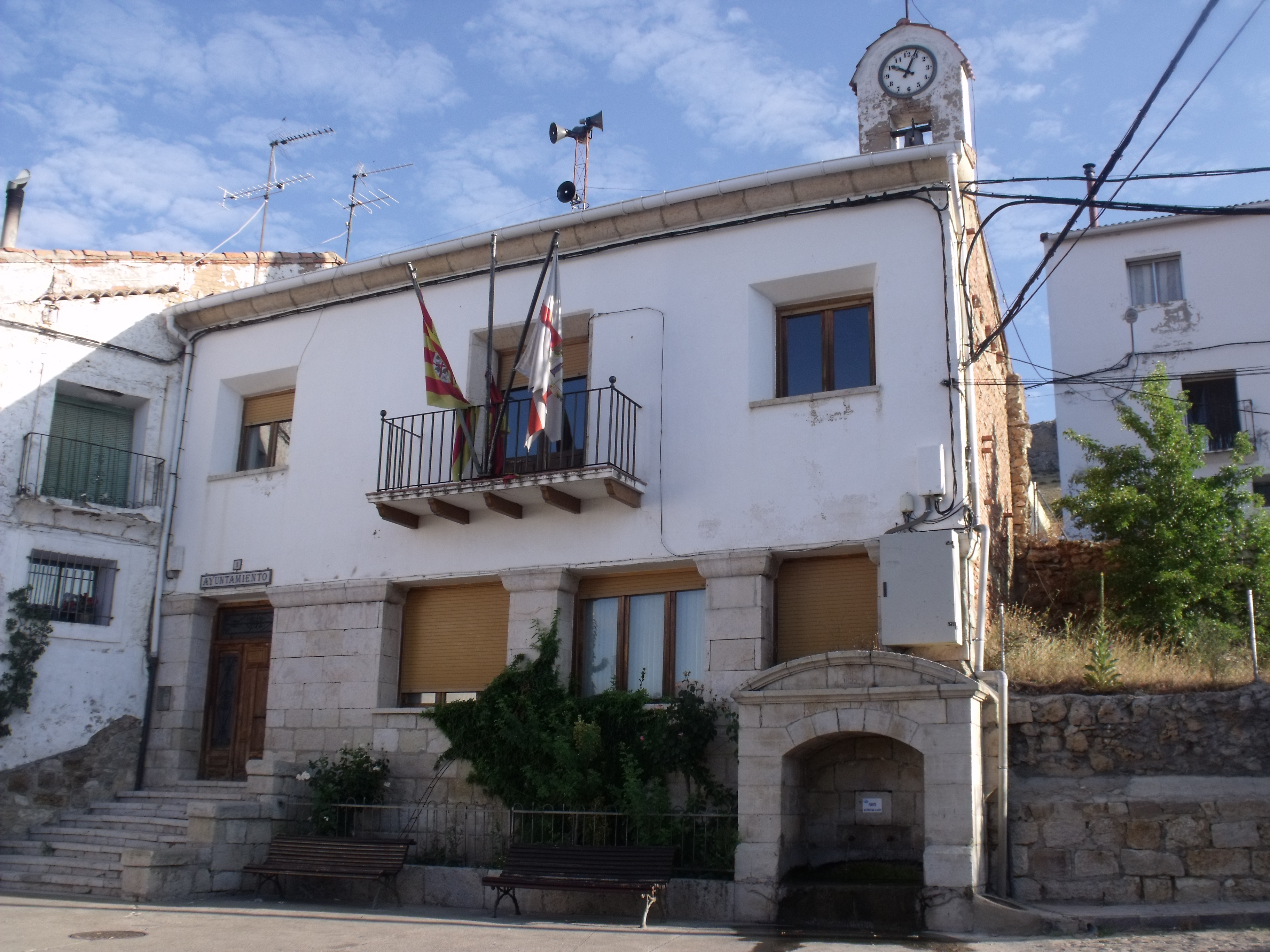
Quellendenkmal (Fluss Tajo)

- Kirche Mariä Himmelfahrt
- Quellendenkmal
- Rathaus